# 술라웨시부드러운털쥐
술라웨시부드러운털쥐(Eropeplus canus)는 쥐과에 속하는 설치류의 일종이다. 술라웨시부드러운털쥐속(Eropeplus)의 유일종이다. 인도네시아에서 발견된다. 자연 서식지는 아열대 또는 열대 기후 지역의 건조림이다. 서식지 감소로 위협을 받고 있다.